# John Ssabunnya
John Ssabunnya (referido en ocasiones como John Sesebunya o John Ssebunya) es un niño que se crio durante tres años en la selva, junto con monos. La historia de John ha sido bien documentada por testimonios oficiales, libros y documentales, y es uno de los casos más conocidos en la historia moderna de lo que los científicos llaman "niños ferales" o "niños salvajes".

## Infancia y crianza con los monos
Nació en la década de los 80, en medio de la guerra civil de Uganda, un conflicto que dejó a ese país en muy malas condiciones. John se crio en Kabonge, un pequeño pueblo cerca de la ciudad de Bombo. 
Se desconocen datos factuales y explícitos sobre su familia, pero se cree que su padre, quien era de carácter violento y agresivo, había participado en el conflicto armado de los rebeldes. Cuando John tenía aproximadamente 3 años, su padre asesinó a su madre brutalmente, y según una versión mayoritaria, el niño huyó a la selva, asustado y temiendo por su vida. No obstante, hay otra versión que dice que su padre lo abandonó porque no quería hacerse cargo de él.
Al encontrarse solo en la selva, una colonia de monos africanos (después identificada como la especie Chlorocebus sabaeus) se encontró con el niño y lo recibió. John cuenta que los monos se acercaron a él y le ofrecieron comida: plátanos, yucas y patatas dulces. John siguió a los monos y con el tiempo comenzó a copiar sus gestos, sonidos y manerismos, además de aprender a trepar en los árboles hábilmente. Los monos lo aceptaron como parte de su grupo y el niño cuenta que "jugaban todo el tiempo". Dormía en hojas de plátano, y según informa, no bebía nada, por lo que se infiere que se hidrataba solo con el agua de los alimentos que ingería. Su dieta alimenticia estuvo basada en fruta, nueces, frutos secos, maíz, bayas, etc, durante el periodo en el que vivió en la selva, que se estima, fue alrededor de tres años.

## Hallazgo y rescate
En 1991, una joven llamada Milly Sebbavio vio al niño desnudo, recogiendo alimentos junto con otros monos pequeños, y después fue a contarlo a la gente de su pueblo. Cuando un grupo de personas regresó al lugar, buscando al niño para rescatarlo, lo encontraron con un grupo de monos que lanzaban piedras y palos, tratando de evitar que se lo llevaran. John se escondió en un árbol, pero finalmente fue "capturado". Se piensa que el niño fue hallado justo a tiempo porque tenía cierto grado de desnutrición, y debido a sus condiciones de salud podría haber muerto en pocos días sin la atención adecuada.
Al llegar al pueblo, se le dio sopa caliente, la cual su organismo no toleró en un principio, por lo que John se enfermó, y tuvo diarrea por varios días. Cuando defecó, John expulsó una solitaria de más de medio metro de largo.
Un grupo de diversos científicos examinó al niño y determinaron que ciertamente se trataba de un caso real de "niño salvaje". Los informes iniciales aseguran que el cuerpo de John Ssebunya estaba lleno de llagas, costras y heridas, y además tenía un cierto grado de hipertricosis, que posteriormente desapareció. Además de eso, a John también le faltaba un dedo del pie y no podía comunicarse de forma efectiva con los humanos.

## Vida en el orfanato y coro
El gobierno no se hizo cargo de John y muchas personas lo catalogaron como "el niño mono", un "semi-humano", o un "mitad niño-mitad animal". Al enterarse del caso, Paul Wasswa, el director de un orfanato cristiano africano de caridad, solicitó permiso a las autoridades locales para adoptar al niño y criarlo junto con su familia. Paul convenció a su esposa, Molly Wasswa, de que el niño viviera con ellos, teniendo fe en que él se podría recuperar y hacer algo importante en su vida. Molly, más tarde, pudo investigar el lugar donde había vivido el niño y descubrir la historia de su trágico pasado.
El orfanato del matrimonio Wasswa, que alberga a más de 1.500 niños, y que está ubicado en Masaka (una ciudad a 160 km de Kampala, la capital de Uganda), fue el lugar donde John comenzó su rehabilitación y llegó a aprender a caminar, a hablar, y a incorporar hábitos humanos desde los más simples, como comer alimentos en un plato hasta dormir en una cama. 
Al pronunciar sus primeras palabras, John sorprendió a muchos demostrando tener una voz muy fina y bella para cantar. El niño se unió al coro del orfanato "Pearl Of Africa Children's Choir" ('Coro de Niños Perla de África') que consta de 20 miembros, y también aprendió a tocar la guitarra; aprendió a cantar de memoria Salmos de la Biblia y logró destacar tanto en el coro del orfanato, que fue promovido en otras asociaciones cristianas también dirigidas por los Wasswa: la llamada "A.F.R.I.C.A. Association" (Association For Relief and Instruction of Children in Africa) y la ONG "The Molly and Paul Foundation".
John comenzó sus estudios de primaria en una de las escuelas que imparten educación gratuita para los niños de la fundación, y comenzó a aprender ugandés e inglés con ciertas dificultades lingüísticas.
En 1998, Hillary Cook, una dentista de 56 años originaria de Sheffield, Yorkshire del Sur, viajó a Uganda con el fin de ofrecer tratamiento dental gratuito para personas de regiones pobres en África. Cook conoció a los Wasswa y a John, y quedó impresionada al escuchar su voz y la historia detrás del niño. La dentista regresó a Inglaterra y comenzó a planear una serie de conciertos para el coro, el cual se llamaba 'La perla de África', en los que se destacaría especialmente la participación de John. Finalmente, se organizó una gira de 3 semanas en Iglesias de Merseyside, Glasgow, Sheffield, Londres y Gales. Los conciertos comenzaron el 6 de octubre de 1999, y tuvieron publicidad en periódicos y medios de comunicación que anunciaban el evento con titulares como:
"Un huérfano criado por monos en la selva africana, llegará a Inglaterra para cantar en un coro de niños".
John se ha presentado con el coro interpretando canciones de música góspel y canciones africanas tradicionales en muchos otros lugares, incluyendo las ciudades inglesas de Wyre Forest, Clows Top y Bewdley en el 2002.

## Documentales e investigaciones
En ese mismo año, la BBC había decidido rodar una grabación sobre la vida de John. Los creadores del documental hicieron que John se encontrara otra vez con un grupo de monos verdes para ver cómo se comportaría, y se dieron cuenta de que el niño aún era capaz de comunicarse con los monos verdes. 
Un psicólogo estadounidense y autor del libro Feral Children & Clever Animals, el Dr. Douglas Candland, de la Universidad de Bucknell en Pensilvania, y un primatólogo llamado Debbie Cox entrevistaron a John y estudiaron su caso y su desarrollo antes y después de su experiencia en la selva. 
Durante la gira, el documental "Living Proof" (Prueba Viviente) fue transmitido por primera vez, el 13 de octubre en el canal de la BBC One. El caso fue objeto de debates en numerosos programas de televisión.
Michael Newton también registra el caso de John en su libro "Savage Girls and Wild Boys: A History Of Feral Children", al igual que la Dra. Adriana S. Benzaquén en "Encounters with Wild Children: Temptation And Disappointment in the Study of Human Nature".
En el 2007, la empresa National Geographic publicó una investigación sobre el caso de Ssabunnya y Oksana Málaya en el vídeo "Feral Children" del programa "Is It Real?" (3.ª Temporada, Episodio 8).

## Special Olympics
Además de sus cualidades para cantar, John tiene un amor especial por correr y cualidades de atleta, unido a un gusto especial por el fútbol. Al darse cuenta de eso, los Wasswa lo apuntaron para competir en los Special Olympics. 
En el 2003, John fue elegido como capitán del equipo de fútbol de Uganda en los Juegos Olímpicos Especiales, y representó al equipo de su país en la ceremonia de apertura de los Juegos en Croke Park, Dublín, Irlanda. También viajó a Estados Unidos, y al final de la competición ganó dos medallas.
John siguió viviendo con sus padres adoptivos, continuó participando en los Special Olympics, y siendo corista de Perla de África. Después de haber ganado dinero al regresar de las competiciones en el extranjero, John pudo comprarse una pequeña casa en la aldea de Bombo, donde reside actualmente. 
Recientemente ha expresado su deseo de querer casarse y tener hijos para tener su propia familia.